# Mesquita de Quba
A Mesquita de Quba (Quba' Masjid o Masjid al-Quba, árabe: مسجد قباء), situada originalmete a 5 km a sudoeste de Medina, na Arábia Saudita, é a primeira mesquita  islâmica construída. Ela foi construída em 622 (1 Anno Hegirae) pelo profeta Maomé e seus companheiros quando emigraram da cidade de Meca para a de Medina.
A mesquita tinha um formato retangular, foi feita de tijolos de barro e coberta com troncos de palmeira. Suas dimensões eram 26 metros de comprimento, 30 metros de largura e 4 metros de altura.